# Loroglossum lacazei
Loroglossum lacazei là một loài thực vật có hoa trong họ Lan. Loài này được (E.G. Camus) Rouy mô tả khoa học đầu tiên năm 1912.